# Voznuevo
Voznuevo es una localidad española perteneciente al municipio de Boñar, en la provincia de León, comunidad autónoma de Castilla y León.
Celebra sus fiestas el día 12 de febrero en honor a Santa Eulalia y los días 29 y 30 de agosto en honor de san Juan Degollado.

## Geografía

### Ubicación
| Noroeste: Boñar           | Norte: Adrados | Noreste: Adrados  |
| Oeste: Boñar              |                | Este: Grandoso    |
| Suroeste La Vega de Boñar | Sur: Las Bodas | Sureste: Grandoso |

## Historia
Se nombra por primera vez a Voznuevo en la primera mitad del siglo XIII debido a una donación de una veta de hierro que hace el rey Alfonso IX de León en favor del monasterio de Valdediós. Desde un principio perteneció a dicha abadía de Valdediós pasando finalmente a pertenecer al concejo de Boñar del cual dista dos kilómetros. Existe una versión sobre el origen del nombre de la localidad, reflejada por el padre Don Pedro Alba Fontaos en su obra, Historia de la montaña de Boñar, escrita en 1863, en ella cita que proviene del latín busto-novo (hoguera-nueva).  
Cerca del lugar existió un poblado, llamado Sanacorrales, del que hoy quedan algunos vestigios y que puede dar origen al actual asentamiento de la localidad. 
Así queda recogido Voznuevo en la mitad del siglo XIX en el Diccionario que elaboró el por entonces ministro de hacienda Pascual Madoz: 

Lugar en la provincia y diócesis de León, partido judicial de la Vecilla, audiencia territorial y capitanía general de Valladolid, ayuntamiento de Boñar. SITUADO cerca del río Porma; su CLIMA es bastante sano. Tiene 36 CASAS; escuela de primeras letras; iglesia parroquial (Santa Eulalia) servida por un cura de primer ascenso y libre colación, y buenas aguas potables. Confina con Adrados, Grandoso y Boñar. El TERRENO es de mediana calidad y montuoso en su mayor parte. Los CAMINOS son locales, PRODUCTOS: granos, legumbres, lino y pastos; cría ganados y alguna caza. INDUSTRIA: telares de lienzos caseros. Población: 36 vecinos, 438 almas. CONTRIBUCIÓN: con el ayuntamiento.

## Demografía
Evolución de la población
| Gráfica de evolución demográfica de Voznuevo entre 2000 y 2016     |
|                                                                    |
| Población de derecho (2000-2016) según el padrón municipal del INE |